# Julia Gillard
Julia Gillard, född 29 september 1961 i Barry, Vale of Glamorgan, Wales, Storbritannien, är en australisk politiker. Hon tillhör Australiens arbetarparti och var 2010 till 2013 landets premiärminister. Gillard var den första kvinnliga innehavaren av posten.
Den 26 juni 2013 utmanades hennes partiledarskap av tidigare partiledaren och premiärministern Kevin Rudd. Hon förlorade striden med 45 röster mot 57 röster och avgick som premiärminister den 27 juni 2013.

## Biografi
Som barn led hon av en lungsjukdom och en läkare rådde hennes familj att flytta från Brittiska öarna till varmare klimat för att underlätta för henne. År 1966 flyttade familjen till Adelaide i Australien. Under universitetsstudierna i juridik engagerade hon sig i studentpolitiken. Julia Gillard är sedan 2007 tillsammans med sin tidigare frisör Tim Mathieson.

## Politisk karriär
Gillard valdes i 2007 års federala parlamentsval i valkretsen Lalor i Victoria till Australiens representanthus för Australian Labor Party. Efter 2001 års federala val kom Gillard att ingå i skuggkabinettet med ansvar för befolknings- och invandringsfrågor. Försonings- och urbefolkningsfrågor och hälsovård tillkom 2003. I december 2006 valdes Kevin Rudd till Labor-partiets ledare och oppositionsledare med Gillard som biträdande ledare.
Gillard blev biträdande premiärminister vid partiets seger i 2007 års federala val, och var därjämte minister för utbildning, arbetsmarknad och arbetsmiljö. 2010 hade regeringen Rudd drabbats av flera bakslag och Rudd drabbats av minskad popularitet både i den allmänna opinionen och inom partiet. Gillard begärde därför en omröstning om ledarskapet. Efter att det stod klart att Rudd skulle få svårt att vinna en sådan omröstning avgick han självmant 24 juni 2010. I samband med detta tog Gillard över som partiledare för Australian Labor Party och som premiärminister, och blev den första kvinnan på denna post.
I 2010 års federala val, två månader efter Gillards tillträde, tappade Laborpartiet sin majoritet, och fick precis lika många mandat (72 av 150) som den Tony Abbott-ledda borgerliga oppositionen. Den sittande Regeringen Gillard kunde dock sitta kvar som minoritetsregering med stöd av Australian Greens och tre oberoende parlamentsledamöter.
Politiskt har hon klargjort att hon är emot samkönade äktenskap och för aborträtt. Därtill har Gillard klargjort att hon är republikanskt sinnad (i betydelsen att hon är för att införa republikanskt styrelseskick i Australien i stället för dagens monarki).
26 juni 2013 förlorade Gillard partiledarposten till Kevin Rudd, som också var hennes företrädare, efter en omröstning bland Laborpartiets parlamentsledamöter som gav röstsiffrorna 45-57. Orsaken till omröstningen var låga popularitetssiffror för Labor och Gillard inför parlamentsvalet den 14 december 2013.

## Politiska utspel
I oktober 2012 höll Gillard ett 15 minuter långt tal i vilket hon gick till skarpt angrepp på oppositionsledaren Tony Abbott för dennes, enligt Gillards mening, sexism och kvinnohat. Talet, som hölls i landets parlament, föregicks av att Abbott krävt att talmannen skulle avgå på grund av sexistiska formuleringar. Som svar på detta höll Julia Gillard detta tal, vilket inleddes med uppmaningen att Abbott själv på grund av sexistiska åsikter borde skriva sin avskedsansökan. Hon sa också, bland annat, "Om han vill veta hur kvinnohat ser ut i dagens Australien behöver han bara en spegel." Talet uppmärksammades av tidningar och på internet runt om i världen. I brittiska Telegraph beskrevs det till exempel som ett "lysande exempel på hur man omvandlar ett försvarstal för det oförsvarliga (talmannens formuleringar) till en framgångsrik motattack". År 2020 röstades talet fram som det mest oförglömliga i Australiens TV-historia i en allmän omröstning i the Guardian Australia. 